# Jozef Kukučka
Jozef Kukučka (* 13. März 1957 in Považská Bystrica) ist ein ehemaliger  slowakischer Fußballspieler. Er nahm mit der tschechoslowakischen Nationalmannschaft an der Fußball-Weltmeisterschaft 1982 teil.

## Karriere

### Verein
Kukučka begann seine Karriere in der ersten tschechoslowakischen Liga 1979 beim Aufsteiger Plastika Nitra. Mit diesem Klub erreichte er 1983 das Finale um den slowakischen Pokal. Im selben Jahr schloss er sich TJ Rudá Hvězda Cheb an. Nach nur einer Spielzeit wechselte er 1984 zu Bohemians Prag. In der folgenden Saison wurde er mit den Bohemians Vizemeister. 1986 verließ er den Hauptstadtklub und spielte fortan für den slowakischen Zweitligisten ZVL Považská Bystrica. Mit diesem Klub gewann er 1989 die slowakische Meisterschaft, die zum Aufstieg in die 1. futbalová liga berechtigte. Am Ende der Saison 1989/90 stieg Bystrica als abgeschlagener Tabellenletzter wieder ab, und Kukučka beendete seine Spielerkarriere.

### Nationalmannschaft
Am 11. November 1981 debütierte Kukučka beim 1:1 im Freundschaftsspiel gegen Argentinien in der tschechoslowakischen Nationalmannschaft.
Er wurde von Trainer Jozef Vengloš für das tschechoslowakische Aufgebot bei der Weltmeisterschaft 1982 in Spanien nominiert. Hier kam Kukučka im ersten Gruppenspiel gegen Kuwait zum Einsatz.
Nach der Weltmeisterschaft wurde er erst wieder 1985 für zwei Spiele im Rahmen der Qualifikation für die Fußball-WM 1986 in die Nationalmannschaft berufen. Das 0:0 gegen Malta und die 1:5-Heimniederlage gegen Deutschland im April 1985 waren seine beiden letzten von sieben Länderspielen, in denen er ohne Torerfolg blieb.